# Dubrava (Kačanik)
Pour les articles homonymes, voir Dubrava.
Dubravë en albanais et Dubrava en serbe latin (en serbe cyrillique : Дубрава) est une localité du Kosovo située dans la commune/municipalité de Kaçanik/Kačanik, district de Ferizaj/Uroševac (Kosovo) ou district de Kosovo (Serbie). Selon le recensement kosovar de 2011, elle compte 564 habitants, tous albanais.

## Démographie

### Évolution historique de la population dans la localité
| 1948 | 1953 | 1961 | 1971 | 1981 | 1991 | 2011 |
| ---- | ---- | ---- | ---- | ---- | ---- | ---- |
| 362  | 387  | 392  | 503  | 344  | 624  | 564  |

|  |